# James Otis
James Otis, född den 5 februari 1725 i Barnstable, Massachusetts, död den 23 maj 1783 i Andover, Massachusetts (träffad av blixten), var en amerikansk vältalare och statsman, bror till författarinnan Mercy Otis Warren.
Otis blev 1748 advokat och vann som sådan stort rykte i Boston samt framträdde i de politiska stridernas förgrund 1761 genom sitt berömda inlägg i processen om lagligheten av fullmakter för tulltjänstemän att anställa husundersökning vid spaning efter insmugglat gods. Han upptog därvid till granskning hela frågan om koloniernas förhållande till moderlandet och bestred brittiska parlamentets befogenhet att mot en kolonis folkrepresentation förläna dylika fullmakter giltighet. "Den dagen föddes barnet Oberoende", yttrade John Adams om verkan av Otis uppträdande. Denne blev samma år medlem av Massachusetts kolonialförsamling och representerade 1765 denna koloni vid den första kontinentala kongressen. Otis författade flertalet av de viktiga statshandlingar, som från Massachusetts sändes till övriga kolonier eller till regeringen i England under de närmast följande åren, varför han också i England betraktades som den främste representanten för upprorsandan inom kolonierna. Hans djärva tal präglades av eldigt temperament och grundlig klassisk bildning. I dem alla, liksom i sina mycket uppmärksammade politiska broschyrer - bland annat The rights of the british colonies asserted and proved (1764) - hävdade han, att de koloniala församlingarnas rätt vore lika helig som brittiska parlamentets. Otis utsattes 1769 för övervåld av några politiska motståndare och blev därvid svårt skadad af ett sabelhugg i huvudet. Därigenom bröts hans arbetskraft, och från 1771 var han obotligt sinnesrubbad, dock med ljusare mellantider av skenbart återvunnen hälsa. Som frivillig deltog han i träffningen vid Bunkershill (17 juni 1775).